# El Mokrani
El Mokrani (în arabă المقراني) este o comună din provincia Bouira, Algeria.
Populația comunei este de 3.961 de locuitori (2008).